# في علم الكتابة
في علم الكتابة (بالفرنسية: De la grammatologie) كتابٌ للفيلسوف الفرنسي جاك دريدا، صدر في عام 1967، يناقش فيه الكاتب كُتاب مثل كلود ليفي ستروس، وفرديناند دو سوسور، وجان جاك روسو، وإيتين بونوت دي كوندياك، ولويس هجيلمسليف، ومارتن هايدغر، وإدموند هوسرل، ورومان ياكوبسون، وغوتفريد لايبنتس، وأندريه لوري-غورهان، وويليام واربورتون. يُعتبر الكتاب نصًا تأسيسيًا لفلسفة التفكيك النقدية.

## الخلفية
قُدم العمل في البداية كأطروحة دكتوراه تخصصية لدريدا، تحت إشراف موريس دو غاديلاك، بعنوان في علم الكتابة: مقالة عن جمود المفاهيم الأفلاطونية والأرسطية والمدرسية عن العلامة الكتابية. ولكنه فشل في تسجيل الأطروحة.

## موجز
يطرح دريدا فكرته عن اعتبار الكتابة مجود نوع مشتق من الحديث المنطوق عبر التراث الفلسفي الغربي كله، وبالتالي اعتبار الكتابة مجرد «إسقاط» لـ«الحضور الكامل» للحديث المنطوق. يفكك دريدا خلال عمله الموقف الظاهر في أعمال عدد من الكُتاب، مظهرًا مواطن الإلغاز والغموض العديدة التي يؤدي إليها ذلك. لا يدعي دريدا تقديم نقد لأعمال هؤلاء المفكرين؛ لأنه لا يعتقد بإمكانية الهروب من هذه التقابلات. ولكنه يدعو لنشوء علم الكتابة، الذي سيتعامل مع هذه الأسئلة على أي حال.
يطرح في علم الكتابة عددًا من المفاهيم التي استخدمها دريدا لاحقًا في أعماله، خاصة في العلاقة مع اللسانيات والكتابة.

### سوسور والبنيوية
يبدأ الكتاب بمراجعة للبنيوية اللغوية ورائدها سوسور، كما قدمها في مساق عن اللسانيات العامة. يحلل دريدا فيه مفهوم «العلامة»، الذي يرى سوسور فيه مكونين منفصلين، وهما الصوت والمعنى. يُسمى هذان المكونان أيضًا الدال والمدلول. 
يقتبس دريدا من سوسور: «اللغة والكتابة نوعان مميزان من العلامات، وتوجد الكتابة لغرض وحيد، وهو تمثيل اللغة». يقترح دريدا بعد نقد هذه العلاقة بين الحديث المنطوق والكتابة، أن العلامات المكتوبة دوال شرعية بحد ذاتها، أي لا ينبغي اعتبارها ثانوية على الحديث الشفهي أو مشتقة منه.

### قراءة روسو
يكرِّس دريدا النصف الثاني من في علم الكتابة إلى قراءة موسعة لجان جاك روسو، خاصة مقالته عن أصل اللغات. يحلل دريدا روسو بما يصطلح عليه بـ«منطق التكميلية»، وطبقًا له فإن «المكمل خارجي، خارج الإيجاب (الحضور) المُضاف عليه، وغريب عليه، لاستبداله، فيجب أن يكون مختلفًا عنه». يُظهر دريدا توسل روسو الشديد بفكرة دخول المكمل من الخارج لتعكير صفو الأصل المفترض نقاؤه (على اللغة في هذه الحالة). يظهر هذا التوجه في عدد مختلف من الثنائيات التي يضعها روسو خلال المقالة: إذ تكمل الكتابة الحديث المنطوق، وتكمل الصياغة اللهجة الأصلية، ويكمل الاحتياج الشغف، ويكمل الجنوب الشمال... إلخ. يُطلق دريدا على هذه الثنائيات «نظمًا من التقابلات المتحكمة في المقالة بأكملها». ويطرح أن روسو يصف كيفية عمل منطق التكميلية بالفعل في الأصل المفترض إفساده، دون التصريح بذلك: «تُعبر تلك علاقة التكميلية المتبادلة والدائمة، أو الإحلالية، عن نظام اللغة. إنها أصل اللغة، كما وُصف دون تصريح، في مقالة عن أصل اللغات».

## تاريخ النشر
نُشر في علم الكتابة للمرة الأولى في عام 1967، ونشرته ليه إديسيون دو مينويه (طبعات مينويه). ترجمته للإنجليزية غاياتري شاكرافورتي سبيفاك، ونُشر للمرة الأولى في عام 1976. نُشرت النسخة المراجعة من الترجمة في 1997. وحصل على مراجعة أخرى في يناير 2016.

## الاستقبال
يُعد كتاب في علم الكتابة واحدًا من ثلاثة كتب نشرها دريدا في عام 1967، وهدف منها إلى إقامة سمعته. الكتابان الآخران هما الحديث والظواهر، والكتابة والاختلاف. يُعد الكتاب نصًا تأسيسيًا في النقد التفكيكي.
قارن لاين هاميلتون غرانت في علم الكتابة بكتاب الفيلسوف جيل دولوز والمحلل النفسي بيير فيليكس غوتاري نقيض أوديب (1972)، وكتاب الفيلسوفة لوسي إيريجاري مرآة المرأة الأخرى (1974)، وكتاب الفيلسوف جان فرانسوا ليوتار الاقتصاد الليبيدوي (1974)، وكتاب عالم الاجتماع جان بودريار التبادل الاجتماعي والموت (1976)، ملاحظًا أنهم يتشابهون في النزعة ما بعد البنيوية، استجابة لاحتضار البنيوية في الخطاب الفكري السائد. 